# Chauconin-Neufmontiers
Chauconin-Neufmontiers  est une commune française située dans le département de Seine-et-Marne en région Île-de-France.

## Géographie

### Localisation
Chauconin-Neufmontiers est un bourg périurbain du Multien, située à environ 7,8 km par la route, au nord-ouest du centre de Meaux.
Elle se trouve dans l'aire d'attraction de Paris, est la ville isolée de son unité urbaine, et fait partie de la zone d'emploi ainsi que du le bassin de vie de Meaux, dont elle est limitrophe.

### Communes limitrophes
Les communes limitrophes sont  Crégy-lès-Meaux, Iverny, Le Plessis-l'Évêque, Meaux, Monthyon, Penchard, Trilbardou, Villenoy et Villeroy.
| Iverny Le Plessis-l'Évêque | Monthyon               | Penchard        |
| Villeroy                   | Chauconin-Neufmontiers | Crégy-lès-Meaux |
| Trilbardou                 | Vignely, Villenoy      | Meaux           |

### Géologie et relief
L'altitude de la commune varie de 58 mètres à 162 mètres pour le point le plus haut, le centre du bourg se situant à environ 100 mètres d'altitude (mairie).
La Butte-témoin de Montassis, l'une des collines de la Goële, culmine à 164 m domine le pays de France au sud et le plateau du Multien.

### Hydrographie

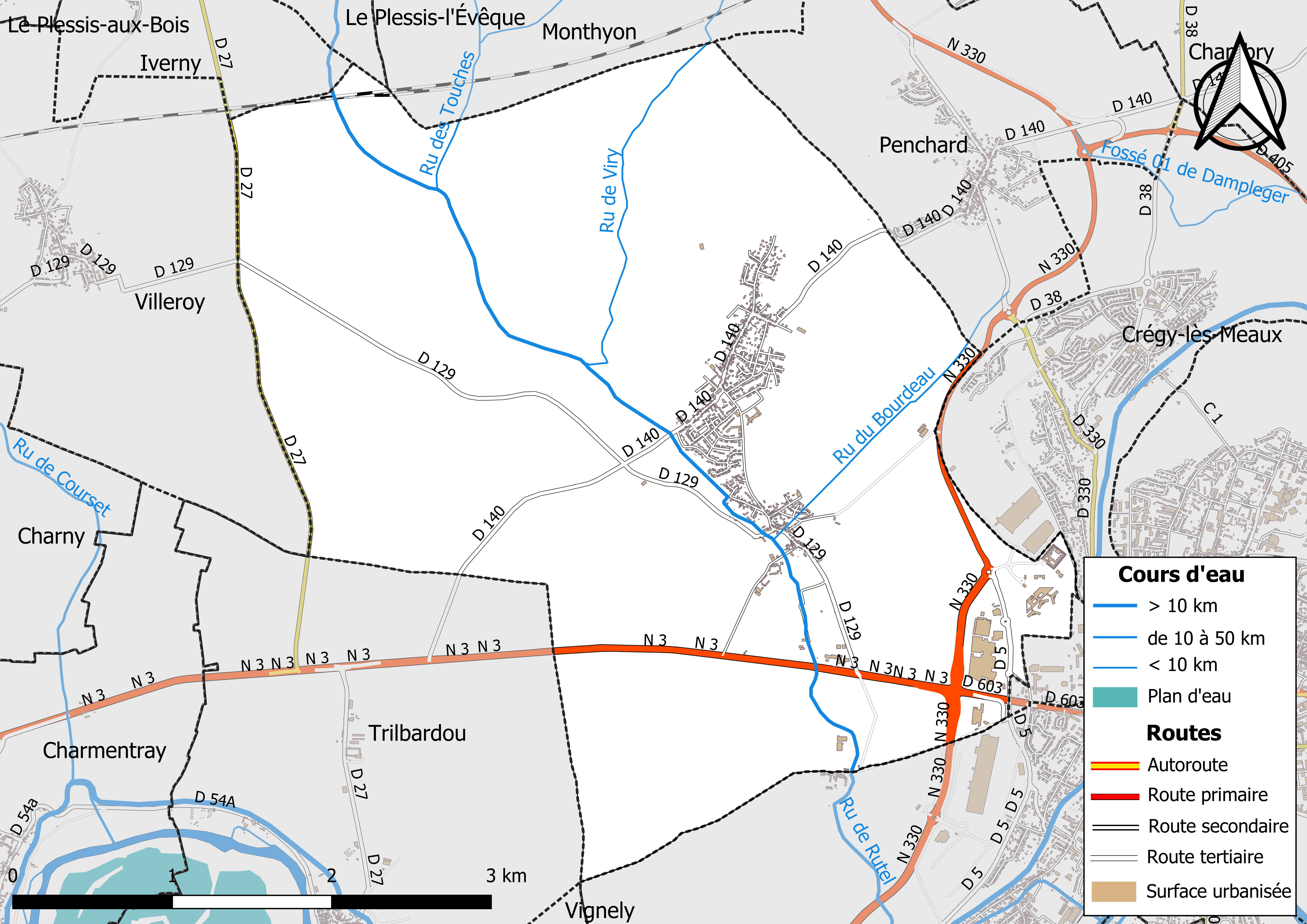
Carte des réseaux hydrographique et routier de Chauconin-Neufmontiers.

Le réseau hydrographique de la commune se compose de quatre cours d'eau référencés :
- le ru de Rutel, long de 12,56 km[4], et de ses trois affluents :
  - le ru de Viry, long de 4,12 km[5] ;
  - le ru des Touches, long de 2,56 km[6] ;
  - le ru du Bourdeau, long de 2,21 km[7].

La longueur totale des cours d'eau sur la commune est de 10,82 km.

### Climat
Pour des articles plus généraux, voir Climat de l'Île-de-France et Climat de Seine-et-Marne.
En 2010, le climat de la commune est de type climat océanique dégradé des plaines du Centre et du Nord, selon une étude du CNRS s'appuyant sur une série de données couvrant la période 1971-2000. En 2020, Météo-France publie une typologie des climats de la France métropolitaine dans laquelle la commune est exposée à un climat océanique altéré et est dans la région climatique Nord-est du bassin Parisien, caractérisée par un ensoleillement médiocre, une pluviométrie moyenne régulièrement répartie au cours de l’année et un hiver froid (3 °C).
Pour la période 1971-2000, la température annuelle moyenne est de 10,9 °C, avec une amplitude thermique annuelle de 15,2 °C. Le cumul annuel moyen de précipitations est de 715 mm, avec 11,2 jours de précipitations en janvier et 7,9 jours en juillet. Pour la période 1991-2020, la température moyenne annuelle observée sur la station météorologique la plus proche, située sur la commune de Changis-sur-Marne à 13 km à vol d'oiseau, est de 11,9 °C et le cumul annuel moyen de précipitations est de 710,1 mm,. Pour l'avenir, les paramètres climatiques de la commune estimés pour 2050 selon différents scénarios d'émission de gaz à effet de serre sont consultables sur un site dédié publié par Météo-France en novembre 2022.

### Milieux naturels et biodiversité
Aucun espace naturel présentant un intérêt patrimonial n'est recensé en 2021  sur la commune dans l'inventaire national du patrimoine naturel,,.
L'espace naturel sensible de Montassis créé en 2007 couvre un périmètre de 46 hectares (en septembre 1914, ce site est un champ de bataille où plus de trois-cents Marocains tombèrent sous les balles allemandes).

## Urbanisme

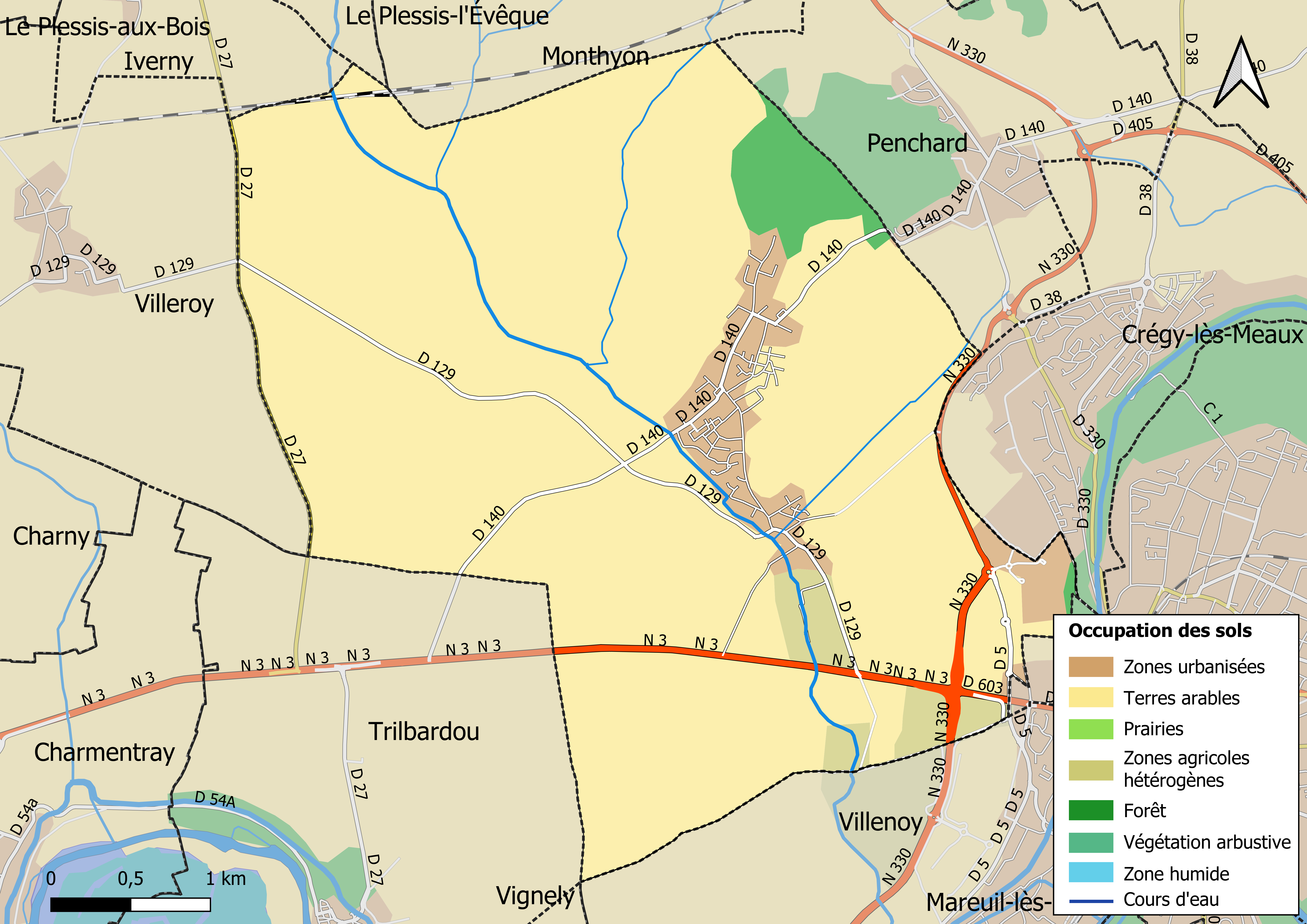
Carte des infrastructures et de l'occupation des sols en 2018 (CLC) de la commune.

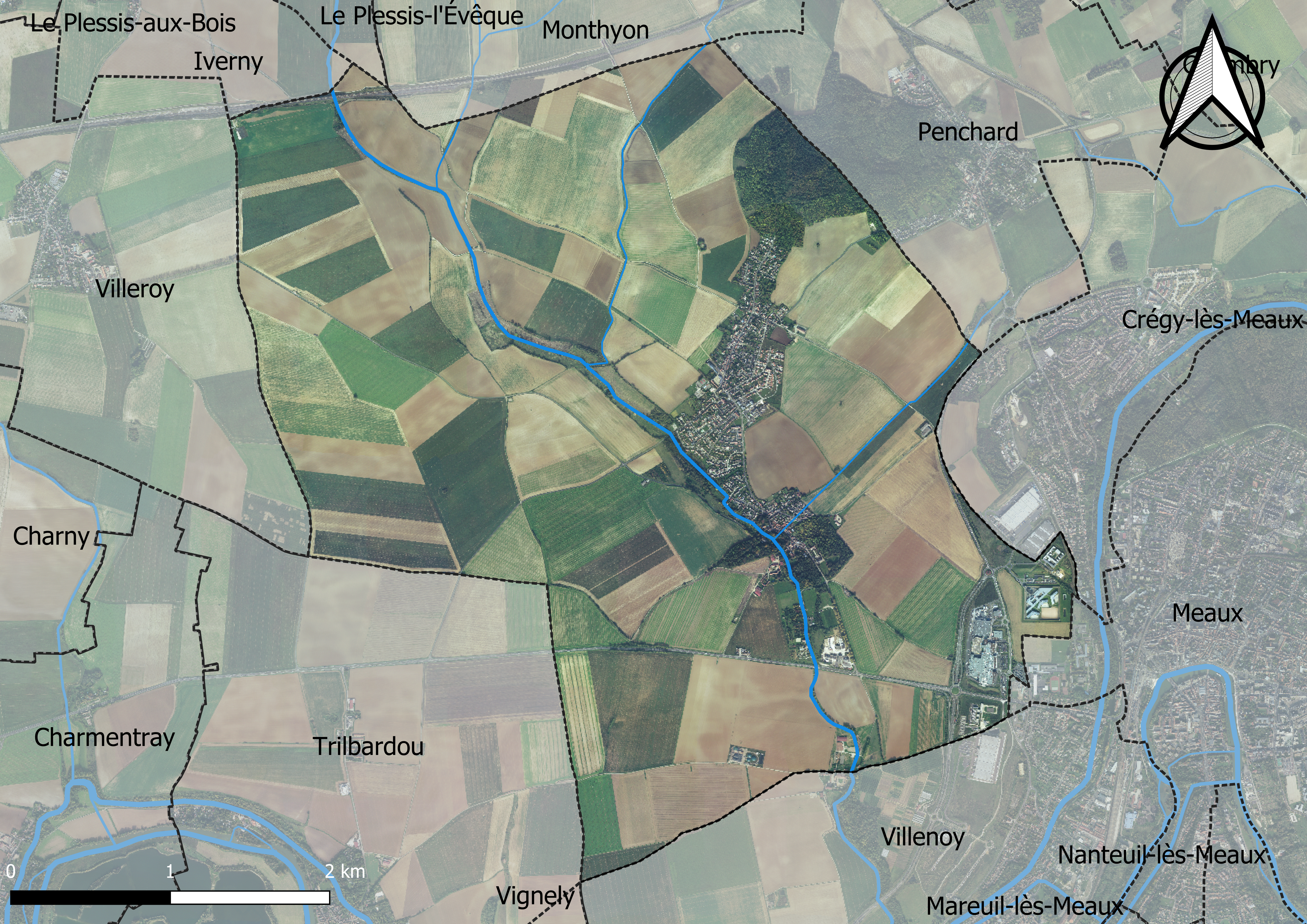
Carte orhophotogrammétrique de la commune.

### Typologie
Au 1er janvier 2024, Chauconin-Neufmontiers est catégorisée bourg rural, selon la nouvelle grille communale de densité à sept niveaux définie par l'Insee en 2022.
Elle appartient à l'unité urbaine de Chauconin-Neufmontiers, une unité urbaine monocommunale constituant une ville isolée,. Par ailleurs la commune fait partie de l'aire d'attraction de Paris, dont elle est une commune de la couronne,. Cette aire regroupe 1 929 communes,.

### Occupation des sols
L'occupation des sols de la commune, telle qu'elle ressort de la base de données européenne d’occupation biophysique des sols Corine Land Cover (CLC), est marquée par l'importance des territoires agricoles (89,5 % en 2018), en diminution par rapport à 1990 (92,9 %). La répartition détaillée en 2018 est la suivante : 
terres arables (86,6% ), zones urbanisées (5,3% ), zones agricoles hétérogènes (2,8% ), forêts (2,8% ), zones industrielles ou commerciales et réseaux de communication (2,4 %).
Parallèlement, L'Institut Paris Région, agence d'urbanisme de la région Île-de-France, a mis en place un inventaire numérique de l'occupation du sol de l'Île-de-France, dénommé le MOS (Mode d'occupation du sol), actualisé régulièrement depuis sa première édition en 1982. Réalisé à partir de photos aériennes, le Mos distingue les espaces naturels, agricoles et forestiers mais aussi les espaces urbains (habitat, infrastructures, équipements, activités économiques, etc.) selon une classification pouvant aller jusqu'à 81 postes, différente de celle de Corine Land Cover,,. L'Institut met également à disposition des outils permettant de visualiser par photo aérienne l'évolution de l'occupation des sols de la commune entre 1949 et 2018.

### Lieux-dits et écarts
La commune compte 115 lieux-dits administratifs répertoriés consultables ici dont Butte de Montassis (espace naturel boisé) (source : le fichier Fantoir).

### Habitat et logement
En 2020, le nombre total de logements dans la commune était de 951, alors qu'il était de 791 en 2015 et de 699 en 2010.
Parmi ces logements, 93,9 % étaient des résidences principales, 1,2 % des résidences secondaires et 4,9 % des logements vacants. Ces logements étaient pour 84,4 % d'entre eux des maisons individuelles et pour 15,4 % des appartements.
Le tableau ci-dessous présente la typologie des logements à Chauconin-Neufmontiers en 2020 en comparaison avec celle de Seine-et-Marne et de la France entière. Une caractéristique marquante du parc de logements est ainsi la faible proportion des résidences secondaires et logements occasionnels (1,2 %) par rapport au département (3 %) et à la France entière (9,7 %).
| Typologie                                               | Chauconin-Neufmontiers | Seine-et-Marne | France entière |
| ------------------------------------------------------- | ---------------------- | -------------- | -------------- |
| Résidences principales (en %)                           | 93,9                   | 90,2           | 82,1           |
| Résidences secondaires et logements occasionnels (en %) | 1,2                    | 3              | 9,7            |
| Logements vacants (en %)                                | 4,9                    | 6,8            | 8,2            |

### Planification urbaine
La commune disposait en 2019 d'un plan local d'urbanisme approuvé. Le zonage réglementaire et le règlement associé peuvent être consultés sur le Géoportail de l'urbanisme.

### Voies de communication et transports
La route nationale 3, qui relie Chauconin-Neufmontiers à Paris et à Meaux,  passe au sud du territoire communal et y croise la route nationale 330 qui constitue le contournement nord-ouest de Meaux Meaux et donne accès vers Creil.
La ligne 777 du réseau de bus Meaux et Ourcq dessert la commune.
Le sentier de grande randonnée GR 1 fait une incursion sur le territoire de la commune, à la limite de Penchard.
La LGV Est européenne tangente au nord le territoire communal, mais la station de chemin de fer la plus proche est la gare de Meaux, desservie par les trains  de la branche nord de la ligne P du Transilien (réseau de Paris-Est), à raison de deux à quatre trains par heure pour les missions omnibus Paris-Est – Meaux ; d'un à trois trains par heure sur l'axe Paris-Est – Château-Thierry et d'un à deux trains par heure sur l'axe Paris-Est – Meaux – La Ferté-Milon.

### Risques naturels et technologiques
La commune est classée en zone de sismicité 1, correspondant à une sismicité très faible.

## Toponymie
Chauconin est mentionné sous les formes « Coconniacus locus in pago Melciano » vers 700 ; « Conconiacum in pago Melciano » vers 750 ; Coconiagum vers 775 ; Chauconi en 1151 ; Chacunni en 1189 ; Chuconnix en 1215 ; Chauconniacam en 1225 ; Chautconnin vers 1222 ; Chauconinum en 1225 ; Chaconiacum en 1232 ; Chautconnien en 1275 ; Chauconny en 1276 ; Chauconiacum au XIIIe siècle ; Chauconnin en 1389 ; Apud Chauconninum en 1394 ; Chaucongnin en 1487 ; Chaucognyn en 1570 ; Chauconain en 1643,.

Chauconin  écrit Coconniacus en 700 pourrait provenir du latin  coquus le « cuisinier » ; Chautconnin, vers 1222, sous l'influence du mot très courant : connin qui désignait le lapin.
Neufmontiers est mentionné sous les formes Novum monasterium en 1210 ; Neufmoustier en Brie en 1345 ; Nuefmoustier en 1353 ; Nuef Moustier en Brie en 1383 ; Le Neuf Moustier en 1466 ; Neuf Moustier en Brye en 1567 ; Neufmoitier en 1626 ; Neufmoustier en 1644 ; Neufmoutiers-en-Brie (Décret du 18 novembre 1919).

Neufmontiers : du latin novum monasterium « nouveau monastère ».
Chauconin-Neufmontiers est né en 1829 du rapprochement des villages de Chauconin et de Neufmontiers. La fusion des communes de Chauconin et de Neufmontiers-lès-Meaux a eu lieu en 1972.

## Histoire

### Antiquité
Les premières traces d'habitat sur le territoire de la commune remontent à la période gallo-romaine (du Ier au IVe siècle). Lors de la construction de la prison, les fouilles archéologiques effectuées fin 2001 ont mis au jour les restes d'un petit établissement rural datant de cette époque (une cave, des fosses), et plusieurs céramiques, certaines fort belles, ont été 
retirées.

### Moyen Âge
La première mention du nom du village de Chauconin apparaît dans les textes du VIIIe siècle sous la forme « Coconiacum ». L'étymologie est incertaine et le nom pourrait provenir du latin coquus (cuisinier). Quant au village de Neufmontiers, l'origine provient du mot Monasterium, ou « moustier », c'est-à-dire « monastère ». Il s'agit d'un « nouveau monastère », créé au XIIIe siècle par les abbés de Saint Faron à Meaux, dont il ne reste plus de traces, qui devint Neufmontiers.
Sur le territoire de la commune actuelle (à 500 mètres au sud de la route nationale 3 et jouxtant le village de Trilbardou), se trouvait au Moyen Âge le village de Saint-Saturnin, actuellement disparu, et comme englouti sous les terres cultivées. Le village une fois disparu, ses habitants se sont regroupés dans le village actuel de Chauconin. En 1135, les chanoines de la cathédrale de Meaux fondent l'abbaye de Châge dans la ville de Meaux et donnent à ce monastère la charge de l'église de Saint-Saturnin, accompagnée de ses revenus sauf en ce qui concerne la dîme que la chapitre conserve. Il est ainsi révélé qu'en 1353 le prieur du village paye 20 sols de dîme. Saint-Saturnin était donc une localité assez considérable, mais qui a été ruinée au cours de la guerre de Cent Ans.
Une première cause de la décadence du village de Saint-Saturnin tient à la Jacquerie de 1358, épisode célèbre du l'histoire du pays de Meaux. Cette année-là des bandes de paysans révoltés se formèrent dans le Beauvaisis et ravagent le pays jusqu'à Sens ; plusieurs milliers se font  massacrer dans l’actuel département de l'Oise par Charles de Navarre (dît Charles le Mauvais). Une partie des Jacques se retrouve à Meaux, pille les environs, puis fait alliance avec les bourgeois de la ville (lesquels sont soutenus par Étienne Marcel qui, à Paris, est à l'origine d'une révolte semblable contre le pouvoir royal). Mais ils sont finalement vaincus par les nobles, réfugiés dans le quartier fortifié du Marché (parmi ceux-ci se trouvent la femme et la sœur du futur roi Charles V).

### Époque contemporaine

#### Première Guerre mondiale

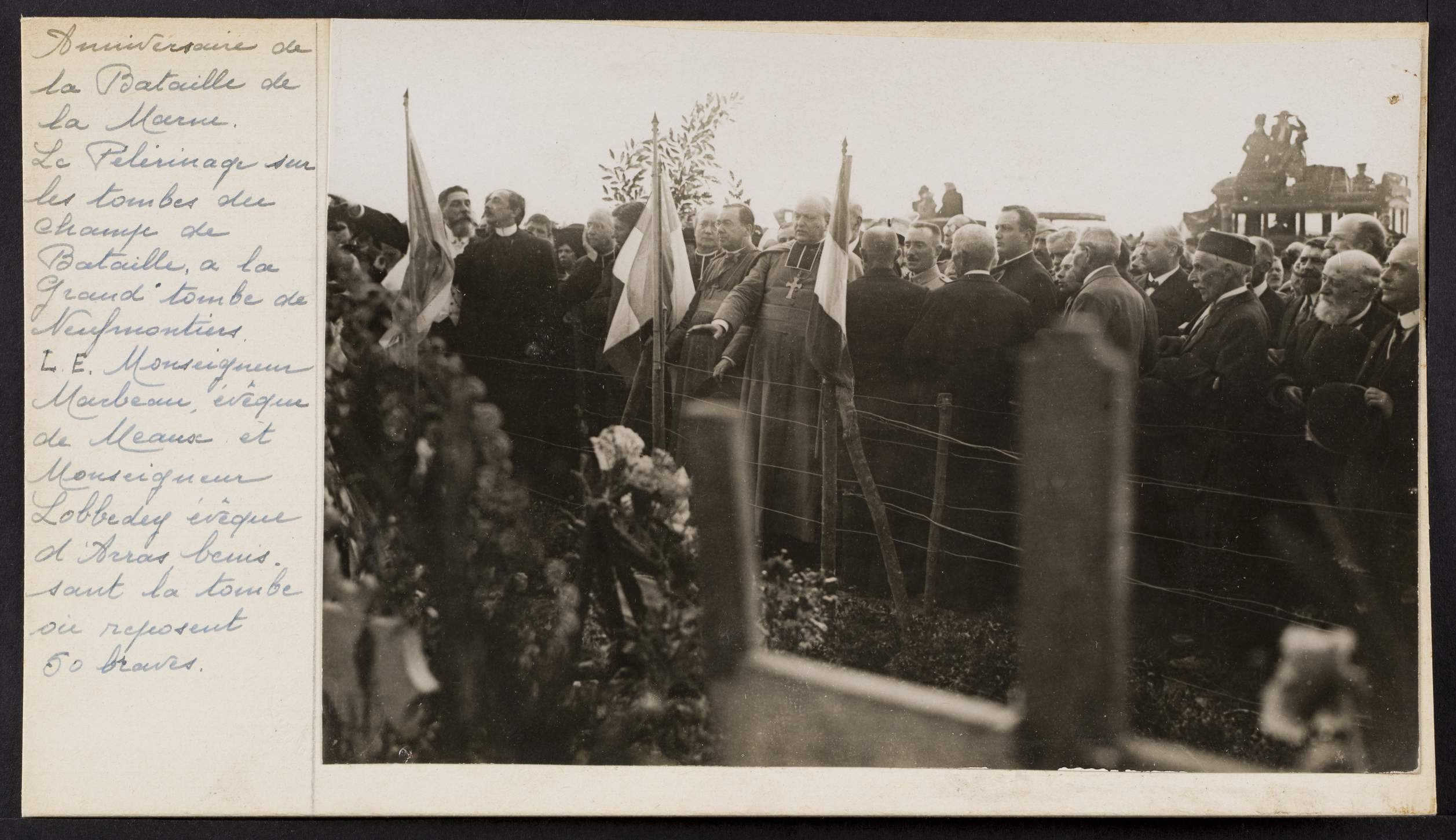
Anniversaire de la bataille de la Marne. Pèlerinage sur les tombes du champ de bataille à la grand tombe de Neufmontiers. Deux évêques bénissent une tombe où reposent 50 hommes. Université de Caen.

Le samedi 5 septembre 1914, en début d'après-midi, une troupe de soldats arrive à marche forcée à Villeroy, depuis Vémars situé une trentaine de kilomètres au nord-ouest, d'où elle est partie le matin-même. Il s'agit de la 19e compagnie du 276e régiment de réserve d'infanterie. Elle est commandée par le capitaine Guérin, un ancien des « bat d'af » âgé de 32 ans et par le lieutenant Charles Péguy, 41 ans, écrivain célèbre bien qu'impécunieux, père de 3 enfants, son épouse étant enceinte d'un quatrième. De 14 à 17 heures les soldats se reposent près du « puits Puisieux » à Villeroy (puits qui existe encore). À 17 heures, lors d'un premier bond, les soldats franchissent la route qui sert de limite avec la commune de Chauconin-Neufmontiers et se protègent derrière le talus. À 17 heures 30 a lieu un deuxième bond en avant.
Le souvenir de Péguy éclipse les actions des autres participants, mais il faut signaler l'action de la brigade marocaine qui, partant d'une position située sur la droite de la compagnie de Péguy, prit d'assaut la colline du Bois du Télégraphe, avant d'être obligée de se replier faute d'appui. Il s'agissait du premier jour de la bataille de Marne, appelée ici bataille de l'Ourcq ; le front allait jusqu'à Bar-le-Duc. Du côté français, les troupes engagées ici étaient composées du 5e corps d'armée du général Lamaze, comprenant les 55e et 56e divisions de réserve et la brigade marocaine. Du côté allemand, la 1re armée du général von Klück opérait un mouvement pour prendre Paris par le sud ; le 4e corps de réserve sur le front de l'Ourcq (et donc à Chauconin-Neufmontiers) constituait le flanc droit. Le 6 septembre, les troupes allemandes quittent la ligne reliant les villages de Monthyon et Penchard ; le 10 septembre, les Allemands ont reflué au-delà de Reims (grâce notamment aux appuis transportés par les « Taxis de la Marne »), c'est la victoire pour les troupes alliées, françaises et anglaises, victoire de la 1re bataille de la Marne.
Chauconin et Neufmontiers-lès-Meaux ont été décorés de la Croix de guerre 1914-1918 le 18 décembre 1920.

#### Seconde Guerre mondiale
Le 3 octobre 1944, un missile balistique V2 s'écrase sur Neufmontiers-lès-Meaux.

#### Des Trente glorieuses auXXIesiècle
En 1972, la fusion des communes de Chauconin et de Neufmontiers-lès-Meaux forment celle de Chauconin-Neufmontiers,.
Situé en périphérie de Meaux, le village ne cesse de s'agrandir et dépasse, à cette époque, les 2 000 habitants. Cependant sa grande superficie (1 700 hectares) lui permet, pour l'instant, de conserver sa ruralité. La mise en service d'un centre pénitentiaire sur la périphérie de son territoire (inauguré en janvier 2005) et le passage de la voie ferrée du TGV Est (à partir de 2007), n'ont pas altéré son image, ni son espace, occupé dans sa majeure partie par des terres agricoles.

## Politique et administration

### Rattachements administratifs et électoraux

#### Rattachements administratifs
La commune se trouve dans l'arrondissement de Meaux du département de la Seine-et-Marne
Elle faisait partie de 1793 à 1975 du canton de Meaux, année où celui-ci est scindé et la commune rattachée au canton de Meaux-Nord. Dans le cadre du redécoupage cantonal de 2014 en France, cette circonscription administrative territoriale a disparu, et le canton n'est plus qu'une circonscription électorale.

#### Rattachements électoraux
Pour les élections départementales, la commune fait partie depuis 2014 du canton de Claye-Souilly
Pour l'élection des députés, elle fait partie de la sixième circonscription de Seine-et-Marne.
| Scrutin             | Scrutin             | 1er tour | 1er tour  | 1er tour | 1er tour | 1er tour | 1er tour | 1er tour | 1er tour | 1er tour | 1er tour | 1er tour | 1er tour | 2d tour | 2d tour | 2d tour | 2d tour | 2d tour | 2d tour |
| Scrutin             | Scrutin             | 1er      | 1er       | %        | 2e       | 2e       | %        | 3e       | 3e       | %        | 4e       | 4e       | %        | 1er     | 1er     | %       | 2e      | 2e      | %       |
| ------------------- | ------------------- | -------- | --------- | -------- | -------- | -------- | -------- | -------- | -------- | -------- | -------- | -------- | -------- | ------- | ------- | ------- | ------- | ------- | ------- |
| Présidentielle 2017 | Présidentielle 2017 |          | FN        | 26,55    |          | EM       | 22,29    |          | LFI      | 22,14    |          | LR       | 13,78    |         | EM      | 57,61   |         | FN      | 42,39   |
| Présidentielle 2022 | Présidentielle 2022 |          | RN        | 26,89    |          | LFI      | 25,00    |          | LREM     | 24,70    |          | REC      | 7,05     |         | LREM    | 50,81   |         | RN      | 49,19   |
| Législatives 2022   | 6e                  |          | LFI-Nupes | 32,13    |          | RN       | 27,10    |          | Agir-Ens | 20,52    |          | LR       | 7,74     |         | LFI     | 50,70   |         | RN      | 49,30   |
| Législatives 2024   | 6e                  |          | RN        | 41,94    |          | LFI-NFP  | 28,91    |          | LR       | 25,48    |          | LO       | 3,68     |         | RN      | 53,75   |         | LFI     | 46,25   |

### Intercommunalité
Chauconin-Neufmontiers est membre de la communauté d'agglomération Pays de Meaux, un établissement public de coopération intercommunale (EPCI) à fiscalité propre créé initialement en 2001 et auquel la commune a transféré un certain nombre de ses compétences, dans les conditions déterminées par le code général des collectivités territoriales.

### Liste des maires
| Période                                  | Période                    | Identité           | Étiquette | Qualité |
| ---------------------------------------- | -------------------------- | ------------------ | --------- | --- |
| Les données manquantes sont à compléter. |                            |                    |           | |
| mars 1959                                | mars 1971                  | Maurice Aubry      |           | Cultivateur |
| mars 1971                                | mars 1983                  | Pierre Bourgeois   |           | Expert-comptable et commissaire aux comptes Maire de Neufmontiers-lès-Meaux (? → 1972) Premier maire de Chauconin-Neufmontiers |
| mars 1983                                | mars 1989                  | Monique Glemot     |           | Gérante de société |
| mars 1989                                | juin 1995                  | Jean-Marie Heusèle |           | Agriculteur Président de la SAFER de l'Ile de France[Quand ?]                                                                  |
| juin 1995                                | septembre 2004             | Guy Kalayan        | app. PS   | Kinésithérapeute Démissionnaire                                                                                                |
| 17 octobre 2004                          | avril 2023                 | Michel Bachmann    | DVG-FG    | Professeur du secondaire retraité Démissionnaire                                                                               |
| avril 2023                               | En cours (au 28 mars 2024) | Marie Léal         |           | Cadre de la fonction publique                                                                                                  |

### Instances de démocratie participative
Un conseil municipal des jeunes fonctionne dans la commune.

### Distinctions et labels
En 2008, la commune a reçu le label « Ville Internet @@ », récompense renouvelée en 2010.

## Équipements et services

### Eau et assainissement
L’organisation de la distribution de l’eau potable, de la collecte et du traitement des eaux usées et pluviales relève des communes. La loi NOTRe de 2015 a accru le rôle des EPCI à fiscalité propre en leur transférant cette compétence. Ce transfert devait en principe être effectif au 1er janvier 2020, mais la loi Ferrand-Fesneau du 3 août 2018 a introduit la possibilité d’un report de ce transfert au 1er janvier 2026,.

#### Assainissement des eaux usées
En 2020, la gestion du service d'assainissement collectif de la commune de Chauconin-Neufmontiers est assurée par  le CA du Pays de Meaux (CAPM) pour la collecte, le transport et la dépollution. Ce service est géré en délégation par une entreprise privée, dont le contrat arrive à échéance le 31 décembre 2022,,.
L’assainissement non collectif (ANC) désigne les installations individuelles de traitement des eaux domestiques qui ne sont pas desservies par un réseau public de collecte des eaux usées et qui doivent en conséquence traiter elles-mêmes leurs eaux usées avant de les rejeter dans le milieu naturel. Le CA du Pays de Meaux (CAPM)La commune assure le service public d'assainissement non collectif (SPANC), qui a pour mission de vérifier la bonne exécution des travaux de réalisation et de réhabilitation, ainsi que le bon fonctionnement et l’entretien des installations,.

#### Eau potable
En 2020, l'alimentation en eau potable est assurée par la commune qui en a délégué la gestion à l'entreprise Veolia, dont le contrat expire le 31 décembre 2022,,.
Les nappes de Beauce et du Champigny sont classées en zone de répartition des eaux (ZRE), signifiant un déséquilibre entre les besoins en eau et la ressource disponible. Le changement climatique est susceptible d’aggraver ce déséquilibre. Ainsi afin de renforcer la garantie d’une distribution d’une eau de qualité en permanence sur le territoire du département, le troisième Plan départemental de l’eau signé, le 3 octobre 2017, contient un plan d’actions afin d’assurer avec priorisation la sécurisation de l’alimentation en eau potable des Seine-et-Marnais. A cette fin a été préparé et publié en décembre 2020 un schéma départemental d’alimentation en eau potable de secours dans lequel huit secteurs prioritaires sont définis. La commune fait partie du secteur Meaux.

### Enseignement
La commune a construit une nouvelle école en 2017. Les anciens locaux de l'école accueillent désormais  l’espace jeunesse.

### Postes et télécommunications
Un relais poste se trouve en 2024 au tabac Le XV et un autre au centre commercial Les saisons de Meaux.

### Santé
Un centre médical est implanté fin 2023 dans l'l’espace Evelyne-Hellin, une ancfienne école réhabilitée.
Une micro-crèche privée s'implante dans la commune en 20234.

### Justice, sécurité, secours et défense
En janvier 2005 intervient l'inauguration d'un nouvel établissement pénitentiaire sur la partie est de la commune (le centre pénitentiaire de Meaux-Chauconin-Neufmontiers), en remplacement de l'ancienne prison située dans le centre historique de la ville de Meaux, prison définitivement fermée depuis 2001 mais dont le bâtiment, classé au patrimoine historique et datant du Second Empire, est prévu pour un reconditionnement et une réorientation vers de nouvelles fonctions.

## Population et société

### Démographie
Ses habitants sont appelés les Coconaciens-Neufmontois.
L'évolution du nombre d'habitants est connue à travers les recensements de la population effectués dans la commune depuis 1793. Pour les communes de moins de 10 000 habitants, une enquête de recensement portant sur toute la population est réalisée tous les cinq ans, les populations de référence des années intermédiaires étant quant à elles estimées par interpolation ou extrapolation. Pour la commune, le premier recensement exhaustif entrant dans le cadre du nouveau dispositif a été réalisé en 2004.

En 2022, la commune comptait 3 726 habitants, en évolution de +18,02 % par rapport à 2016 (Seine-et-Marne : +3,92 %, France hors Mayotte : +2,11 %).
| 1793 | 1800 | 1806 | 1821 | 1831 | 1836 | 1841 | 1846 | 1851 |
| ---- | ---- | ---- | ---- | ---- | ---- | ---- | ---- | ---- |
| 585  | 566  | 607  | 566  | 591  | 502  | 512  | 527  | 508  |

| 1856 | 1861 | 1866 | 1872 | 1876 | 1881 | 1886 | 1891 | 1896 |
| ---- | ---- | ---- | ---- | ---- | ---- | ---- | ---- | ---- |
| 509  | 523  | 532  | 573  | 520  | 505  | 509  | 546  | 506  |

| 1901 | 1906 | 1911 | 1921 | 1926 | 1931 | 1936 | 1946 | 1954 |
| ---- | ---- | ---- | ---- | ---- | ---- | ---- | ---- | ---- |
| 477  | 460  | 453  | 405  | 423  | 435  | 413  | 411  | 390  |

| 1962 | 1968 | 1975 | 1982 | 1990  | 1999  | 2004  | 2006  | 2009  |
| ---- | ---- | ---- | ---- | ----- | ----- | ----- | ----- | ----- |
| 368  | 337  | 658  | 824  | 1 489 | 1 494 | 1 719 | 2 487 | 2 707 |

| 2014  | 2019  | 2022  | - | - | - | - | - | - |
| ----- | ----- | ----- | - | - | - | - | - | - |
| 2 990 | 3 554 | 3 726 | - | - | - | - | - | - |

Les 900 prisonniers du centre pénitentiaire de Meaux-Chauconin sont recensés comme habitants de la commune, et font passer sa population au-delà de 3 000 habitants.

### Manifestations culturelles et festivités
De nombreuses activités culturelles sont disponibles à Chauconin-Neufmontiers, notamment la poterie, le dessin, le solfège et la musique, la sculpture, le théâtre sans oublier bien sûr la bibliothèque. La salle des jeunes organise par ailleurs de nombreuses activités au fil de l'année.

### Sports et loisirs
De nombreuses activités sportives peuvent être pratiquées comme notamment le judo, le tennis de table, le tennis, le football et la randonnée.

## Économie
Le centre commercial Les saisons de Meaux se trouve sur le territoire communal.

### Revenus de la population et fiscalité
En 2018, le nombre de ménages fiscaux de la commune était de 881 (dont 63 % imposés), représentant 2 589 personnes et la  médiane du revenu disponible par unité de consommation  de 24 950 euros, le 1er décile étant de 14 070 euros avec un rapport interdécile de 2,7.

### Emploi
En 2018, le nombre total d’emplois dans la zone était de 901, occupant 1 178 actifs  résidants (dont 9,4 % dans la commune de résidence et 90,6 % dans une commune autre que la commune de résidence).
Le taux d'activité de la population (actifs ayant un emploi) âgée de 15 à 64 ans s'élevait à 47,3 % contre un taux de chômage de 4,8 %.
Les 47,9 % d’inactifs se répartissent de la façon suivante : 6,2 % d’étudiants et stagiaires non rémunérés, 2,4 % de retraités ou préretraités et 39,3 % pour les autres inactifs.

### Secteurs d'activité

#### Entreprises et commerces
En 2019, le nombre d’unités légales et d’établissements (activités marchandes hors agriculture) par secteur d'activité était de 142 dont 6 dans l’industrie manufacturière, industries extractives et autres, 13 dans la construction, 61 dans le commerce de gros et de détail, transports, hébergement et restauration, 3 dans l’Information et communication, 5 dans les activités financières et d'assurance, 1 dans les activités immobilières, 29 dans les activités spécialisées, scientifiques et techniques et activités de services administratifs et de soutien, 11 dans l’administration publique, enseignement, santé humaine et action sociale et 13  étaient relatifs aux autres activités de services.
En 2020, 35 entreprises ont été créées sur le territoire de la commune, dont 34 individuelles.
La commune héberge l'installation de méthanisation Biogaz Meaux, qui produit 150 Nm3/h de biométhane depuis 2013 à partir de cultures intermédiaires à vocation énergétique.
Au 1er janvier 2021, la commune ne disposait pas d’hôtel et de terrain de camping.

#### Agriculture
Chauconin-Neufmontiers est dans la petite région agricole dénommée la « Goële et Multien », regroupant deux petites régions naturelles, respectivement la Goële et le pays de Meaux (Multien). En 2010, l'orientation technico-économique de l'agriculture sur la commune est diverses cultures (hors céréales et oléoprotéagineux, fleurs et fruits).
Si la productivité agricole de la Seine-et-Marne se situe dans le peloton de tête des départements français, le département enregistre un double phénomène de disparition des terres cultivables (près de 2 000 ha par an dans les années 1980, moins dans les années 2000 et de réduction d'environ 30 % du nombre d'agriculteurs dans les années 2010. Cette tendance se retrouve au niveau de la commune où le nombre d’exploitations est passé de 7 en 1988 à 5 en 2010. Parallèlement, la taille de ces exploitations augmente, passant de 147 ha en 1988 à 200 ha en 2010.
Le tableau ci-dessous présente les principales caractéristiques des exploitations agricoles de Chauconin-Neufmontiers, observées sur une période de 22 ans : 
|                                      | 1988  | 2000  | 2010  |
| ------------------------------------ | ----- | ----- | ----- |
| Dimension économique,                |       |       |       |
| Nombre d’exploitations (u)           | 7     | 6     | 5     |
| Travail (UTA)                        | 25    | 15    | 11    |
| Surface agricole utilisée (ha)       | 1 031 | 1 122 | 1 002 |
| Cultures                             |       |       |       |
| Terres labourables (ha)              | 1 031 | 1 109 | 996   |
| Céréales (ha)                        | 654   | 690   | 517   |
| dont blé tendre (ha)                 | 494   | 541   | s     |
| dont maïs-grain et maïs-semence (ha) | 125   | 80    |       |
| Tournesol (ha)                       | 0     |       |       |
| Colza et navette (ha)                | s     | s     | s     |
| Élevage                              |       |       |       |
| Cheptel (UGBTA)                      | 1     | 0     | 0     |

## Culture locale et patrimoine

### Lieux et monuments

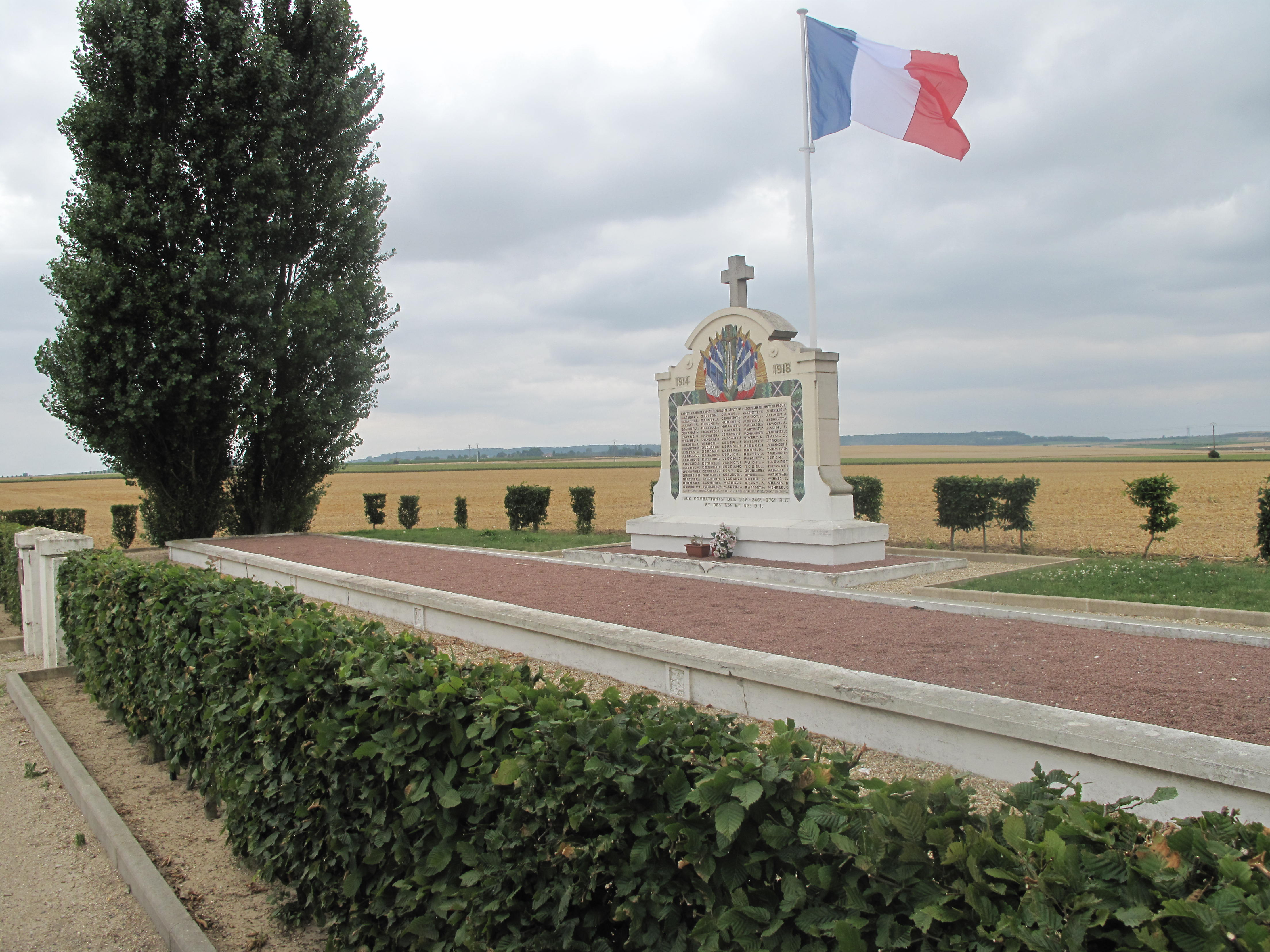
La « Grande Tombe de Villeroy ».

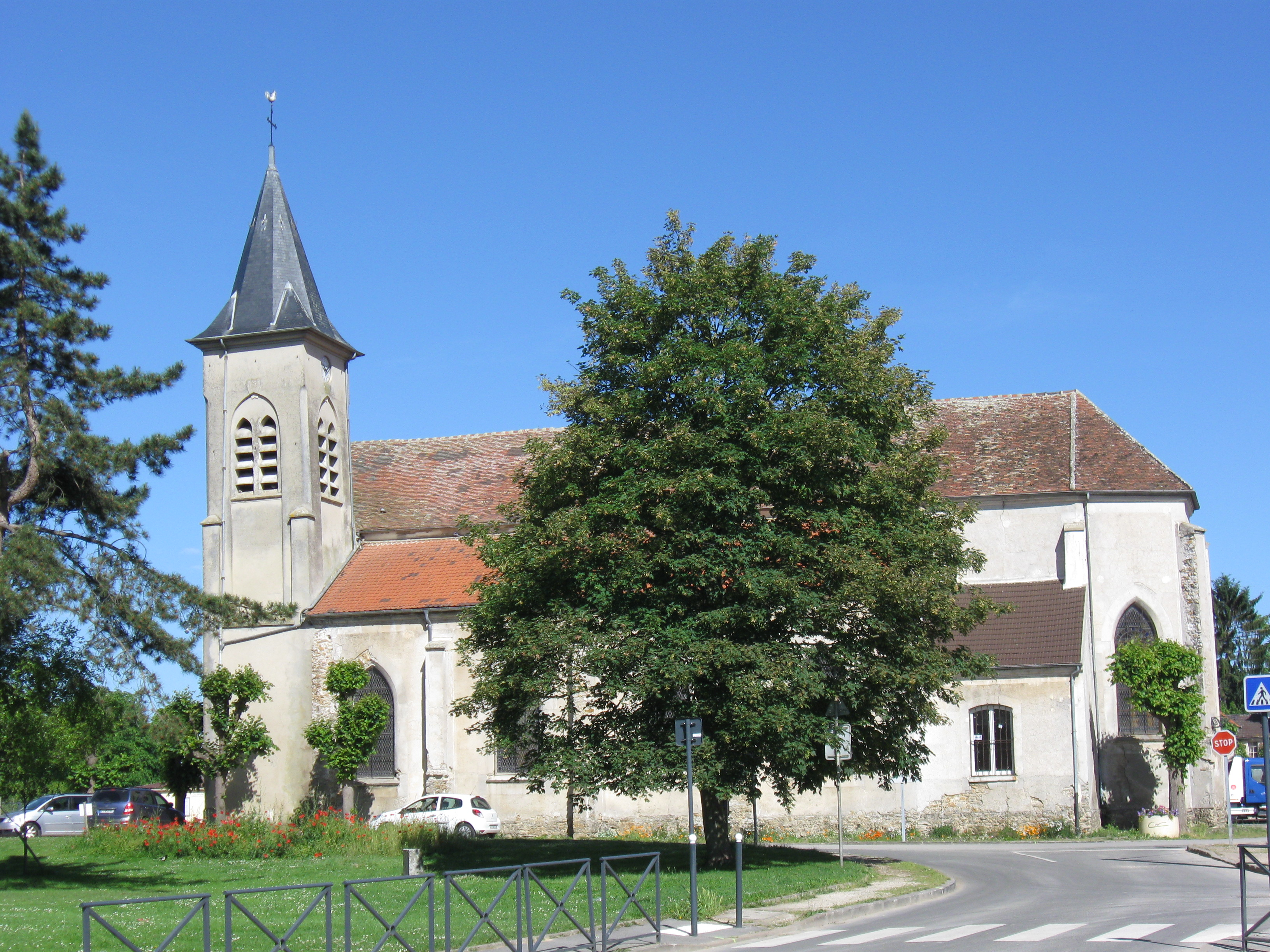
L'église Saint-Barthélemy.

- La Nécropole nationale de Chauconin-Neufmontiers (Grande tombe de Villeroy)  Patrimoine mondial (2023)  Inscrit MH (2018)[106]. Érigée en 1932, elle regroupe dans un seul ossuaire les corps de 133 soldats tombés à cet endroit, en septembre 1914, lors de la première bataille de la Marne. Sur la stèle commémorative, se trouvent les noms des 99 soldats tués lors de cette bataille et identifiés, dont dix marocains. Parmi eux, le poète Charles Péguy, alors lieutenant du 276e régiment d'infanterie, venu en renfort de la brigade marocaine. S'y ajoutent 32 soldats inconnus et deux sergents qui y sont également inhumés
La nécropole nationale est inscrite en 2023 au Patrimoine mondial de l’Unesco[107].

- Le château du Martroy  Inscrit MH (1987, Communs et passage appareillé menant à l'ancien parc)[108], construit lors des XVIIe et XIXe siècles, et son jardin du début du XIXe siècle[109], propriété privée.
- l'église Saint-Saturnin de Chauconin  Inscrit MH (1991)[110], construite lors des XVIe et XVIIe siècles.

Au XVIIIe siècle, les reliques d'une ancienne église se trouvant dans le hameau appelé Saint-Saturnin (aux environs de Trilbardou) sont transférés dans l'église actuelle. Cette église sert d'exemple de transition du style gothique à celui de la Renaissance, pour un édifice religieux de campagne.
Fermée de longues années, la restauration  de l'église s'achève en 2024
- l'église Saint-Barthélemy de Neufmontiers, XXe siècle servit d'hôpital lors de la première bataille de la Marne, du 5 au 13 septembre 1914.
- Repère géodésique au sommet du bois du télégraphe (Butte de Montassis).

### Personnalités liées à la commune
- Jeanne d'Arc serait passée par Chauconin en se rendant à Reims par le chemin s'appelant actuellement le chemin de Reims qui part de Chauconin vers Crégy-lès-Meaux.
- Jean Thomas Guillaume Lorge (1767-1826), général des armées de la République et de l'Empire est décédé dans cette commune.
- Roberta González (1909-1976), peintre française, y est morte.

### Chauconin-Neufmontiers dans les arts et la culture
Maurice Utrillo (1883-1955), peintre français a peint le tableau « La ferme incendiée à Chauconin, près de Meaux » où l'église de Chauconin apparait en fond dans le contexte de la Première Guerre mondiale.

## Pour approfondir